# The Vaquero's Vow
The Vaquero's Vow è un cortometraggio muto sceneggiato e diretto da David W. Griffith. 

## Trama
In Messico, la bella Manuela è amata teneramente da Renaldo, un povero bovaro. Ma lei gli preferisce Gonzales, un giovane e affascinante musicista, idolo delle donne che, in realtà, la corteggia perché il padre di lei è un ricco proprietario terriero. Ma quando, dopo il matrimonio, l'uomo scopre che non avrà un soldo, respinge la moglie e, insieme ai suoi amici, una banda di lazzaroni, va a ubriacarsi in osteria. Renaldo, che vuole la felicità di Manuela, aveva chiesto a Gonzales di prendersi cura della giovane. Ora, rendendosi conto che il musicista ha maltrattato la moglie, prende le sue difese: la lotta che i due uomini ingaggiano è furibonda, ma alla fine Gonzales viene battuto. Cedendo alle preghiere di Manuela, il bovaro risparmia la vita al mascalzone e porta via con sé la ragazza.

## Produzione
Il film venne girato dal 31 agosto al 1º settembre negli studio della American Mutoscope and Biograph Company a New York.

## Distribuzione
Il copyright del film, richiesto dall'American Mutoscope and Biograph Co., fu registrato il 3 ottobre 1908 con il numero H116506.
L'American Mutoscope & Biograph distribuì il film - un cortometraggio di circa dodici minuti - nelle sale il 16 ottobre 1908. Non si conoscono copie esistenti della pellicola che viene considerata presumibilmente perduta.